# Diecezja Imperatriz
Diecezja Imperatriz (łac. Dioecesis Imperatricis) – diecezja Kościoła rzymskokatolickiego w Brazylii. Należy do metropolii São Luís do Maranhão wchodzi w skład regionu kościelnego Nordeste V. Została erygowana przez papieża Jan Pawła II bullą Quae maiori Christifidelium w dniu 27 czerwca 1987.